# Свірідонов Олександр Миколайович
Олександр Миколайович Свірідонов (нар. 22 жовтня 1946, село Чусов Веневського району Тульської області) — український спецпризначенець. Генерал-лейтенант СБУ.
Начальник Головного управління Служби безпеки України в Автономній Республіці Крим (2000—2005). Заслужений юрист України (2005). Депутат Верховної Ради Криму 5-го скликання (2006—2010)

## Біографія
Народився 22 жовтня 1946 року в сім'ї військовослужбовця. У 1969 році закінчив Кримський державний педагогічний інститут за спеціальністю вчитель історії та суспільствознавства, в 1975 році — вищу школу КДБ СРСР за спеціальністю «оперативна робота».
У 1965 р. — робочий будівельного цеху консервного заводу ім. Кірова, м. Сімферополь. 
У 1969—1970 рр. — лектор Кримського обкому ЛКСМ України.
У 1970—1971 рр. — служба в Збройних Силах.
У 1971—1973 рр. — завідувач лекторської групою Кримського обкому ЛКСМ України.
У 1973—1992 рр. — служба на офіцерських і керівних посадах в органах державної безпеки (в тому числі 13 років в підрозділах центрального апарату СБУ, м. Київ).
У 1992—1994 рр. — заступник голови Служби безпеки України в Автономній Республіці Крим
У 1994—2000 рр. — заступник начальника Головного управління Служби безпеки України в Автономній Республіці Крим
З березня 2000 по лютий 2005 рр. — начальник Головного управління Служби безпеки України в Автономній Республіці Крим.